# NGC 5158
NGC 5158 est une galaxie spirale barrée située dans la constellation de la Chevelure de Bérénice. Sa vitesse par rapport au fond diffus cosmologique est de 6 875 ± 20 km/s, ce qui correspond à une distance de Hubble de 101,4 ± 7,1 Mpc (∼331 millions d'al). NGC 5158 a été découverte par l'astronome britannique John Herschel en 1826.
La classe de luminosité de NGC 5158 est I-II et elle présente une large raie HI. Selon la base de données Simbad, NGC 5158 est une galaxie LINER, c'est-à-dire une galaxie dont le noyau présente un spectre d'émission caractérisé par de larges raies d'atomes faiblement ionisés.